# Gymnogobius taranetzi
Gymnogobius taranetzi és una espècie de peix de la família dels gòbids i de l'ordre dels perciformes.

## Morfologia
- Els mascles poden assolir 8,3 cm de longitud total.[5][6]

## Hàbitat
És un peix de clima temperat i demersal.

## Distribució geogràfica
Es troba al Japó, Rússia i l'est de Corea del Nord.

## Observacions
És inofensiu per als humans.